# Raduń (powiat gryficki)
Raduń – osada w Polsce położona w województwie zachodniopomorskim, w powiecie gryfickim, w północno-wschodniej części gminy Gryfice.
Dzieci z Radunia dowożone są do Szkoły Podstawowej nr 3 w Gryficach oraz do Gimnazjum nr 1
w Gryficach.
W miejscowości istnieje sieć wodociągowa, zasilana jest z ujęcia wody znajdującego się na terenie osady. Ujęcie składa się z dwóch studni głębinowych – nr 2 znajduje się przy stacji uzdatniania wody 150 m od pierwszej.
Raduń jest siedzibą leśnictwa.

## Rys historyczny
Pierwsza wzmianka o miejscowości związana jest z rycerskim rodem Schmeling, który przybył na Pomorze – jak wynika z dokumentów w 1279 roku i przejął w posiadanie wieś Raduń. W 1309 roku książę Bogusław IV podarował wieś Raduń wraz z dobrami trzebiatowskiemu klasztorowi żeńskiemu (z kościoła św. Mikołaja). W latach 30. XX wieku Raduń został połączony ze Skalinem. Utworzono w ten sposób gminę Skalin.
W latach 1975–1998 miejscowość należała administracyjnie do województwa szczecińskiego.